# ジャック・ブーブロン
ジャック・ブーブロン（Jacques Bourboulon, ブールブーロンとも、1946年11月8日 - ）は、フランスの写真家。
1967年にファッション・カメラマンとして出発し、ヴォーグ誌にディオールやカルヴァンの広告写真を掲載。1970年代にヌード撮影へと向かう。少女エロチシズムを得意とし、欧州でデイヴィッド・ハミルトンと並び称された。ハミルトン的なソフトフォーカスの写真もあるが、おおむね陽光のもとで撮られたクリアな写真を得意とする。スペインのイビサ島を中心とするバカンス地を舞台に、日焼けした少女モデルの健康的なエロチカ、ソックスやストリングスの水着などのフェティッシュな要素が特徴的。使用機は主にペンタックス。
代表作に、セルジュ・ゲンスブールがソネットを寄せた、少女ヌードを含む作品集『Des Corps Naturels』（1980年）、イビサ島で撮影された『Coquines』(1982年)、『Attitudes』(1984年)、エヴァ・イオネスコを撮影したポートフォリオ『Eva』（1981年）がある。Pentax(1987年)、BASF(1988年, 1992年)などの国際的企業のカレンダーも製作。当時から日本に紹介されて人気があり、日本の出版社からもいくつか作品が出ている。
1980年代には、ZOOM、PHOTO といったメジャーな芸術写真誌に多く取り上げられる。1990年代以降少女ヌードへの社会的懸念が強まるにつれて表舞台への登場が減り、伝説的な存在になった。とはいえブーブロンの作品は欧州と日本をあわせこれまで20冊以上公刊され、いずれもヨーロッパにおいて児童ポルノとはみなされていない。2005年現在、ネット上の人気エロチズムサイトMET ARTに参加し、作品を発表している。

## 作品集
- Des corps naturels. Text: Serge Gainsbourg. (1980) Soleil Productions. ISBN 2850181846.
- Eva. Portfolio. Text: Luc Senanque. (1981) AGEP/Marseille('Le livre secret').
- Coquines. Contrejour(1982:French Version) and Serag(1983:German Version).
- Attitudes. Text: Daniel Riche. (1984) Soleil Productions. ISBN 2868040101.
- Visualbooks 5. Coquines.I fiori della malizia. Visualbooks Milano.(1986)
- Mélodies (1987)
- Jacques Bourboulon. Seduzioni Gentili. Visualbooks Milano.(1987)
- Verbotene Früchte. Orion. (1992)
- Mädchen natürlich.(1995) SWAN. ISBN 3882300140
- Photographier le nu (1996) Vm Editions. ASIN:2862581690.
- 『コント・ド・フェ 妖精たちの詩 ブーブロン写真集』辰巳出版 1980年
- 『ジャック・ブールブーロンと女たち 写ガール文庫 7』日本芸術出版社 1982年 ISBN 489011047X
- 『JACQUES BOURBOULON Part 2』日本芸術出版社 1983年
- 『ジャック・ブールブーロン写真集』日本芸術出版社 1994年 ISBN 4890113495
- 『ジャック・ブールブーロン写真集』パート2 日本芸術出版社 1994年 ISBN 4890113584
- 『ロリータ・メルヘン ヨーロッパの新鋭カメラマン競作 ジャック・ブールブーロン』白夜書房 2000年 ISBN 493825655X

## 特集雑誌
- O・ヴァイザー P・ペルニシアーノ J・ブールブーロン『世界のベスト・ヌード・シリーズ6 ビバ!ヨーロッパ』芳賀書店 1980年
- Photo Reporter No.73, Les nymphettes impudiques de BOURBOULON. 1984.ISSN:O1543385
- Cliché International 1991. Rêveries dans la nature par Jacques Bourboulon.
- Photo Magazine 1982. Les polaroid intimes de Bourboulon.